# Timo Glock
Timo Glock (Lindenfels, 18 maart 1982) is een Duits voormalig Formule 1-coureur. Hij reed in 2004 vier races in de Formule 1 voor het team van Jordan. In 2008 keerde hij terug als vaste rijder bij Toyota F1. In 2012 reed hij voor het team van Marussia.

## Carrière
Zijn motorsportcarrière begon in 1986 met motorcross. Toen hij vijf was ging hij karten. En in 2001 begon hij met Formule BMW ADAC. Het jaar daarop ging hij naar de Formule 3. In 2004 werd hij testrijder bij Jordan en daarbij was hij naast Michael Schumacher, Ralf Schumacher en Nick Heidfeld de vierde Duitser. Hij maakte zijn debuut op 13 juni van dat jaar in Canada en haalde daarbij de zevende plaats. In dat jaar reed hij vier races in de Formule 1.
In 2005 ging hij naar de Verenigde Staten en reed in de Champ Car voor het team van Rocketsports. Hij haalde één keer het podium: in Montreal en won aan het eind van het seizoen ook de fel begeerde titel Rookie of the Year.
In 2006 ging hij naar de GP2 Series en wel bij het team BCN Competition, maar omdat dat team zoveel technische problemen had stapte hij tussentijds over naar iSport
In 2007 keerde hij terug in de Formule 1 als testrijder bij het BMW Sauber team, in het begin van het seizoen nog samen met Sebastian Vettel. Tegelijk trad hij opnieuw aan in de GP2 Series voor het iSport International team. Hij won vijf races en behaalde de titel voor Lucas Di Grassi.
In 2008 verving Timo Glock Ralf Schumacher bij het Toyota Formule 1-team. Op 16 november maakte de teambaas bekend dat Glock een contract voor drie jaar krijgt. Bij de Grand Prix van Australië kwalificeerde hij zich als negende, maar door een versnellingsbakwissel werd hij 5 plaatsen teruggezet. Enkele uren later kreeg hij nog een straf van 5 plaatsen wegens het hinderen van Mark Webber.
In november 2008 werd Timo Glock in de laatste bocht van het seizoen ingehaald door Lewis Hamilton. Door deze actie weet Hamilton net wereldkampioen te worden. Glock reed in de regen op droogweerbanden, en was daardoor veel langzamer. Door dit voorval kreeg Glock ontzettend veel bedreigingen van boze fans, en zelfs complottheorieën werden bedacht om het zo te laten lijken dat Glock Hamilton voorbij liet.
In de Grand Prix van Japan 2009 crashte Glock zwaar tijdens de kwalificatie, wat een code rood opleverde. Hij startte niet in de race en werd tijdens de volgende races vervangen door Kamui Kobayashi, die hem al verving in de eerste en tweede vrije training in Japan toen Glock ziek was.
In 2010 werd bekend dat Glock voor het team van Virgin Racing zal rijden. In 2013 had Glock een contract bij het team, dat ondertussen Marussia Racing heette. In januari 2013 gingen Glock en het team uit elkaar. Later die maand werd bekend dat Glock zijn loopbaan vervolgt in de Deutsche Tourenwagen Masters voor BMW.
Daar behaalde hij ondertussen al vier overwinningen.

## Formule 1-carrière
| Jaar/Jaren | Team     |
| ---------- | -------- |
| 2004       | Jordan   |
| 2008-2009  | Toyota   |
| 2010-2011  | Virgin   |
| 2012       | Marussia |

|                       | 2004 | 2008 | 2009 | 2010 | 2011 | 2012* | Totaal |
| --------------------- | ---- | ---- | ---- | ---- | ---- | ----- | ------ |
| Aantal races          | 4    | 18   | 15   | 19   | 19   | 20    | 95     |
| Aantal zeges          | 0    | 0    | 0    | 0    | 0    | 0     | 0      |
| Aantal pole-positions | 0    | 0    | 0    | 0    | 0    | 0     | 0      |
| Aantal podiumplaatsen | 0    | 1    | 2    | 0    | 0    | 0     | 3      |
| Aantal WK-punten      | 2    | 25   | 24   | 0    | 0    | 0     | 51     |
| Eindstand WK          | 19   | 10   | 10   | 25   | 25   | 20    |        |

### Totaal Formule 1-resultaten
- Races cursief betekent snelste ronde

| Seizoen | Inschrijving            | Chassis       | Motor                  | 1      | 2      | 3      | 4       | 5      | 6      | 7      | 8      | 9      | 10     | 11     | 12     | 13     | 14     | 15      | 16     | 17      | 18     | 19     | 20     | Pos | Punten |
| ------- | ----------------------- | ------------- | ---------------------- | ------ | ------ | ------ | ------- | ------ | ------ | ------ | ------ | ------ | ------ | ------ | ------ | ------ | ------ | ------- | ------ | ------- | ------ | ------ | ------ | --- | ------ |
| 2004    | Jordan Ford             | Jordan EJ14   | Ford V10               | AUS TC | MAL TC | BHR TC | SMR TC  | ESP TC | MON TC | EUR TC | CAN 7  | USA TC | FRA TC | GBR TC | GER TC | HUN TC | BEL TC | ITA TC  | CHN 15 | JPN 15  | BRA 15 |        |        | 19  | 2      |
| 2008    | Panasonic Toyota Racing | Toyota TF108  | Toyota RVX-08 2.4 V8   | AUS NF | MAL NF | BHR 9  | ESP 11  | TUR 13 | MON 12 | CAN 4  | FRA 11 | GBR 12 | GER NF | HUN 2  | EUR 7  | BEL 9  | ITA 11 | SIN 4   | JPN NF | CHN 7   | BRA 6  |        |        | 10  | 25     |
| 2009    | Panasonic Toyota Racing | Toyota TF109  | Toyota RVX-09 2.4 V8   | AUS 4  | MAL 3‡ | CHN 7  | BHR 7   | ESP 10 | MON 10 | TUR 8  | GBR 9  | GER 9  | HUN 6  | EUR 14 | BEL 10 | ITA 11 | SIN 2  | JPN DNS | BRA    | ABU     |        |        |        | 10  | 24     |
| 2010    | Virgin Racing           | Virgin VR-01  | Cosworth CA2010 2.4 V8 | BHR NF | AUS NF | MAL NF | CHN DNS | ESP 18 | MON NF | TUR 18 | CAN NF | EUR 19 | GBR 18 | GER 18 | HUN 16 | BEL 18 | ITA 17 | SIN NF  | JPN 14 | KOR NF  | BRA 20 | ABU NF |        | 25  | 0      |
| 2011    | Marussia Virgin Racing  | Virgin MVR-02 | Cosworth CA2011 2.4 V8 | AUS NC | MAL 16 | CHN 21 | TUR DNS | ESP 19 | MON NF | CAN 15 | EUR 21 | GBR 16 | GER 17 | HUN 17 | BEL 18 | ITA 15 | SIN NF | JPN 20  | KOR 18 | IND DNF | ABU 19 | BRA NF |        | 25  | 0      |
| 2012    | Marussia F1 Team        | Marussia MR01 | Cosworth CA2012 2.4 V8 | AUS 14 | MAL 17 | CHN 19 | BHR 19  | ESP 18 | MON 14 | CAN NF | EUR WD | GBR 18 | GER 22 | HUN 21 | BEL 15 | ITA 17 | SIN 12 | JPN 16  | KOR 18 | IND 20  | ABU 14 | USA 19 | BRA 16 | 20  | 0      |

‡ Halve punten zijn uitgereikt omdat minder dan 75% van de raceafstand is afgelegd.